# Simon Fourcade
Simon Fourcade (Perpiñán, 25 de abril de 1984) es un deportista francés que compitió en biatlón. Su hermano Martin compitió en el mismo deporte.
Ganó cinco medallas en el Campeonato Mundial de Biatlón entre los años 2009 y 2015. Participó en cuatro Juegos Olímpicos de Invierno, entre los años 2006 y 2014, ocupando el sexto lugar en Vancouver 2010, en la prueba de relevo.
En 2023 se convirtió en entrenador del equipo masculino francés de biatlón.

## Palmarés internacional
| Campeonato Mundial | Campeonato Mundial           | Campeonato Mundial | Campeonato Mundial |
| Año                | Lugar                        | Medalla            | Prueba             |
| ------------------ | ---------------------------- | ------------------ | ------------------ |
| 2009               | Pyeongchang (Corea del Sur)  | Medalla de oro     | Relevo mixto       |
| 2012               | Ruhpolding (Alemania)        | Medalla de plata   | Individual         |
| 2012               | Ruhpolding (Alemania)        | Medalla de plata   | Relevo             |
| 2013               | Nové Město (República Checa) | Medalla de plata   | Relevo             |
| 2015               | Kontiolahti (Finlandia)      | Medalla de bronce  | Relevo             |